# Bokermannohyla diamantina
Bokermannohyla diamantina är en groddjursart som beskrevs av Marcelo Felgueiras Napoli och Flora A. Juncá 2006. Bokermannohyla diamantina ingår i släktet Bokermannohyla och familjen lövgrodor. IUCN kategoriserar arten globalt som otillräckligt studerad. Inga underarter finns listade.